# Küstenland
Küstenland («Kystlandet») var et kronland i Østrig-Ungarn ved Adriaterhavets kyst.
Kystlandet og Kroatiens kyst (Dalmatien) var Østrig-Ungarns eneste adgang til Middelhavet. Derfor havde Kystlandet en stor strategisk betydning for kejserriget.

## Administration
Kystlandet bestod af tre områder: Det fyrstelige grevskab Görz og Gradisca, Den rigsumiddelbare stad Triest (tysk: Reichsunmittelbare Stadt Triest und ihr Gebiet) og Markgrevskabet Istrien.
Hvert af de tre områder havde sin egen administration og en vis grad af selvstyre, men stod under en fælles kejserlig statholder med sæde i Triest.

## Geografi og sprog
Kystlandet dækkede 7.969 km² og havde 895.000 indbyggere i 1910.
Slovensk- og italiensktalende udgjorde en tredjedel hver.
En femtedel talte kroatisk, resten friulisk eller tysk.

## Historie
Efter 1. verdenskrig kom Kystlandet til Italien.
Efter 2. verdenskrig måtte Italien afstå hele Istrien og dele af Görz til Jugoslavien.
I nutiden er området delt mellem  Italien, Slovenien og Kroatien. 
45°38′N 13°48′Ø / 45.63°N 13.8°Ø